# Telmatobius halli
Telmatobius halli es una especie  de anfibios de la familia Leptodactylidae.

## Distribución geográfica
Se encuentra en Chile y, posiblemente, en Bolivia.